# Chris Anderson (auteur)
Pour les articles homonymes, voir Chris Anderson.
Chris Anderson, né le 9 juillet 1961 à Londres, est un entrepreneur et journaliste américain, auteur de plusieurs livres sur l'économie de l'internet et l'économie de la gratuité.

## Biographie
Sa formation de physicien obtenue à l'université George-Washington le mène à travailler au laboratoire national de Los Alamos. Il se dirige par la suite vers le monde du journalisme en devenant « l’un des premiers à « couvrir » le monde d'Internet[Information douteuse] pour le magazine britannique The Economist, et, dans le même temps, lance le site internet de ce dernier. Il a également collaboré aux journaux Nature et Science[réf. nécessaire].
De 2001 jusqu'à fin 2012, Chris Anderson est le rédacteur en chef de Wired, magazine américain doublé d’un site internet créé en 1993 et consacré aux nouvelles technologies. Il est depuis 2007 dirigeant d'une start-up fabriquant des drones, DIY Drones.
Il est célèbre pour avoir popularisé l'expression long tail (traduit par « longue traîne » en français), dans un article de Wired publié en 2004. Il dégage ensuite de cet article certaines idées qu'il développe en 2006 dans The Long Tail: Why the Future of Business Is Selling Less of More.
Il réside en 2019 à Berkeley, en Californie, avec son épouse et leurs cinq enfants.

## Activités
En 2007, Anderson fonde GeekDad, un blog depuis intégré à Wired.com.
En 2007 il crée booktour.com, un service gratuit en ligne pour mettre en contact des auteurs et leur lecteurs. Le site ferme en septembre 2011.
En octobre 2007, Anderson, survole le Laboratoire national Lawrence-Berkeley avec un avion télécommandé prétendument équipé d'une caméra, provoquant des problèmes de sécurité quand l'avion s'écrase dans un arbre.
Il fonde et préside 3DRobotics, une société de fabrication de robots[réf. nécessaire].
Il crée en 2009 la communauté en ligne DIY Drones, destinée aux amateurs de robotique aérienne.
En mai 2007, Anderson est classé dans la liste des 100 penseurs les plus visionnaires par le Time.

### Livres
- (en) Chris Anderson, The Long Tail : Why the Future of Business Is Selling Less of More, New York, Hyperion, 2006, 267 p. (ISBN 978-1-4013-0966-4)
- (en) Chris Anderson, Free : The Future of a Radical Price, New York, Hyperion, 2009, 288 p. (ISBN 978-1-4013-2290-8)
- (en) Chris Anderson, Makers : The New Industrial Revolution, New York, Crown Business (en), 2012, 257 p. (ISBN 978-0-307-72095-5)

### Éditions françaises
- Chris Anderson (trad. de l'anglais par Brigitte Vadé, Michel Le Séac'h), La Longue Traîne : La nouvelle économie est là [« The Long Tail: Why the Future of Business Is Selling Less of More »], Paris, Pearson, 2009, 2e éd., 311 p. (ISBN 978-2-7440-6351-0, lire en ligne)
- Chris Anderson (trad. de l'anglais par Michel Le Séac'h), Free ! : entrez dans l'économie du gratuit [« Free: The Future of a Radical Price »], Paris, Pearson, 2009, 311 p. (ISBN 978-2-7440-6351-0, lire en ligne)
- Chris Anderson (trad. de l'anglais par Michel Le Séac'h), Makers : La nouvelle révolution industrielle [« Makers: The New Industrial Revolution »], Paris, Pearson, coll. « Les temps changent », novembre 2012, 309 p. (ISBN 978-2-7440-6468-5, lire en ligne)

### Polémique
En juin 2009, la publication de Free: The Future of a Radical Price, qui emprunte à Wikipédia (version anglophone) des passages sans les citer, provoque une polémique suivie rapidement d'un mea culpa de l'auteur sur son blog annonçant que les éditions suivantes, notamment électroniques, mentionneront les références aux articles de l'encyclopédie en ligne. Ces mentions ont été introduites dans la version française de l'ouvrage parue fin août 2009, Free! Entrez dans l'économie du gratuit.